# Esquivias
Esquivias è un comune spagnolo di 5.389 (anno 2015) abitanti situato nella comunità autonoma di Castiglia-La Mancia, in provincia di Toledo.
Miguel de Cervantes vi visse dal 1584 al 1586, per tutta la durata del breve matrimonio con la giovane esquiviana Catalina de Salazar y Palacios.

## Origine del nome
Il termine Esquivias potrebbe derivare dall'aggettivo di origine germanica esquivo, dal gotico
skiuhs, termine con numerosi significati, deformato nel corso dei secoli.
È anche probabile che il nome provenga da un nome di persona o da un aggettivo femminile con riferimento
al territorio. Nei documenti storici si trova nella forma Esquibias, Equiuias o Exquiuias.

## Geografia fisica
Il comune si trova sul versante sudoccidentale di una collina e appartiene alla comarca de La Sagra.
Il territorio comunale confina a nord con i comuni di Torrejón de Velasco e Valdemoro della Comunità di Madrid, mentre nella provincia di Toledo con Yeles a ovest, Seseña a est, Borox a sud-est e Numancia de la Sagra a sud-ovest.

## Storia
Nei dintorni sono stati trovati resti di insediamenti del paleolitico, del neolitico, di civiltà celtiche, dei romani, dei visigoti e del periodo della conquista islamica.
Dopo essere stata riconquistata dai cristiani ai tempi di Alfonso VI nel 1085, fu ripopolata da mozarabi toledani.
Esquivias appartenne ai re di Castiglia fino a quando Alfonso VIII nel 1188 decise di donarla alla chiesa di Toledo. Nel 1218 Fernando III il Santo, confermò questa donazione facendo pagare al municipio dei tributi come forma di vassallaggio.
Nel 1480 gli abitanti riescono a evitare di pagare questo tributo, ma il vassallaggio resterà fino al 23 giugno 1650.
Durante la Guerra delle comunità di Castiglia, nel 1521 Esquivias fu l'ultimo paese ad arrendersi alle truppe di Carlo V.
Dai dati del censimento ordinato nel 1575 da Filippo II risulta che gli abitanti erano 250, dei quali 37 con il titolo di Hidalgo (nobile, signore).
Il 12 dicembre 1584 Miguel de Cervantes, nella chiesa parrocchiale, sposò Catalina de Palacios, una ragazza del luogo. Alcuni degli abitanti della zona daranno ispirazione allo scrittore per alcuni personaggi del suo capolavoro Don Chisciotte della Mancia.
Nel 1768 Esquivias ricevette il titolo di Villa Realenga.
Durante la Guerra civile spagnola nei dintorni del paese ci fu una battaglia e scontri avvennero anche nelle strade del paese.

## Monumenti
- Il palazzo del comune, risalente al 1798.
- Alcune case del XVI secolo:

Casa de Catalina Palacios.
Casa di Cervantes.
Casa delle balconate.
Casa del Mayorazgo.
- Convento dei Cappuccini.
- Eremo di San Rocco

## Feste
- Dal 17 al 23 agosto: Virgen de la Leche.
- 4 dicembre: romería de Santa Bárbara.